# 카이저 (애니메이션)
《카이저》(Kaiser)는 알바로 마린 감독이 제작한 단편 애니메이션 영화로, 리우데자네이루에서 1917년 1월 22일에 처음 상영되었다. 해당 영화는 브라질에서 처음 상영된 애니메이션 영화라는 기록을 가지고 있으나, 필름이 유실되어 한 장의 스틸컷만이 전해 온다.
영화의 내용은 독일의 군주 빌헬름 2세와 관련된 내용으로, 세계를 지배하려던 그가 지구본에 먹혀지는 풍자적인 내용으로 구성되었다. 이는 당시 영화가 상영되었던 시기가 제1차 세계대전에 즈음했던 것에서 기인하는데, 당시 브라질은 독일에 선전포고를 앞둔 상황이었던 탓에 빌헬름 2세에 대한 냉소적인 내용이 구성되었다.

## 리메이크
영화의 필름이 유실되었으나, 당시 영화의 내용을 알 수 있는 스틸컷 한 장은 현재까지 전해져 내려오고 있으며, 레퍼런스 이미지 등도 함께 전해진다. 영화 개봉 96년이 지난 뒤, 알바로 마린을 기리기 위해 리메이크가 제작되었으며, 해당 리메이크에는 여러 애니메이터들이 참가한 끝에 2013년 완성되었다. 리메이크된 《카이저》는 브라질의 최대 애니메이션 영화제인 아니마 문디(Anima Mundi)에서 관객들을 만났다.